# الیور اشمیت (بازیکن فوتبال)
الیور اشمیت (انگلیسی: Oliver Schmidt؛ زادهٔ ۱۴ سپتامبر ۱۹۷۳) بازیکن فوتبال اهل آلمان است.
از باشگاه‌هایی که در آن بازی کرده‌است می‌توان به باشگاه فوتبال اینگولشتات ۰۴، باشگاه فوتبال آگسبورگ، باشگاه فوتبال گروتر فورث، باشگاه فوتبال یان رگنسبورگ، باشگاه فوتبال هرتابرلین، و باشگاه فوتبال مانهایم اشاره کرد.
وی همچنین در تیم ملی فوتبال زیر ۲۱ سال آلمان بازی کرده‌است.